# M25 (fucile)
Lo M25 è un fucile di precisione costruito in una join venture per United States Army Special Forces e i Navy SEAL.
È stato originariamente concepito per il 10º Gruppo Forze Speciali, di base a Fort Devens (Minnesota), per sviluppare un fucile da cecchinaggio di pari grado al M14, che potesse soddisfare le esigenze delle forze speciali di marina ed esercito. I SOCOM chiamarono il fucile Light Sniper Rifle, ed è anche conosciuto come Sniper Security System e Product Improved M21. È stato anche nominato White Feather in onore di Carlos Hathcock, un leggendario tiratore dei Marine.
L'M25 non è una sostituzione del M24, è stato richiesto dal USSOCOM per delle specifiche necessarie, e servì estremamente bene nella guerra del Golfo.  Questo fucile veniva chiamato XM25, ma ora semplicemente "M25". La "X" nella designazione era usata per riferirsi al prototipo o a una dotazione non ufficiale.

## Note

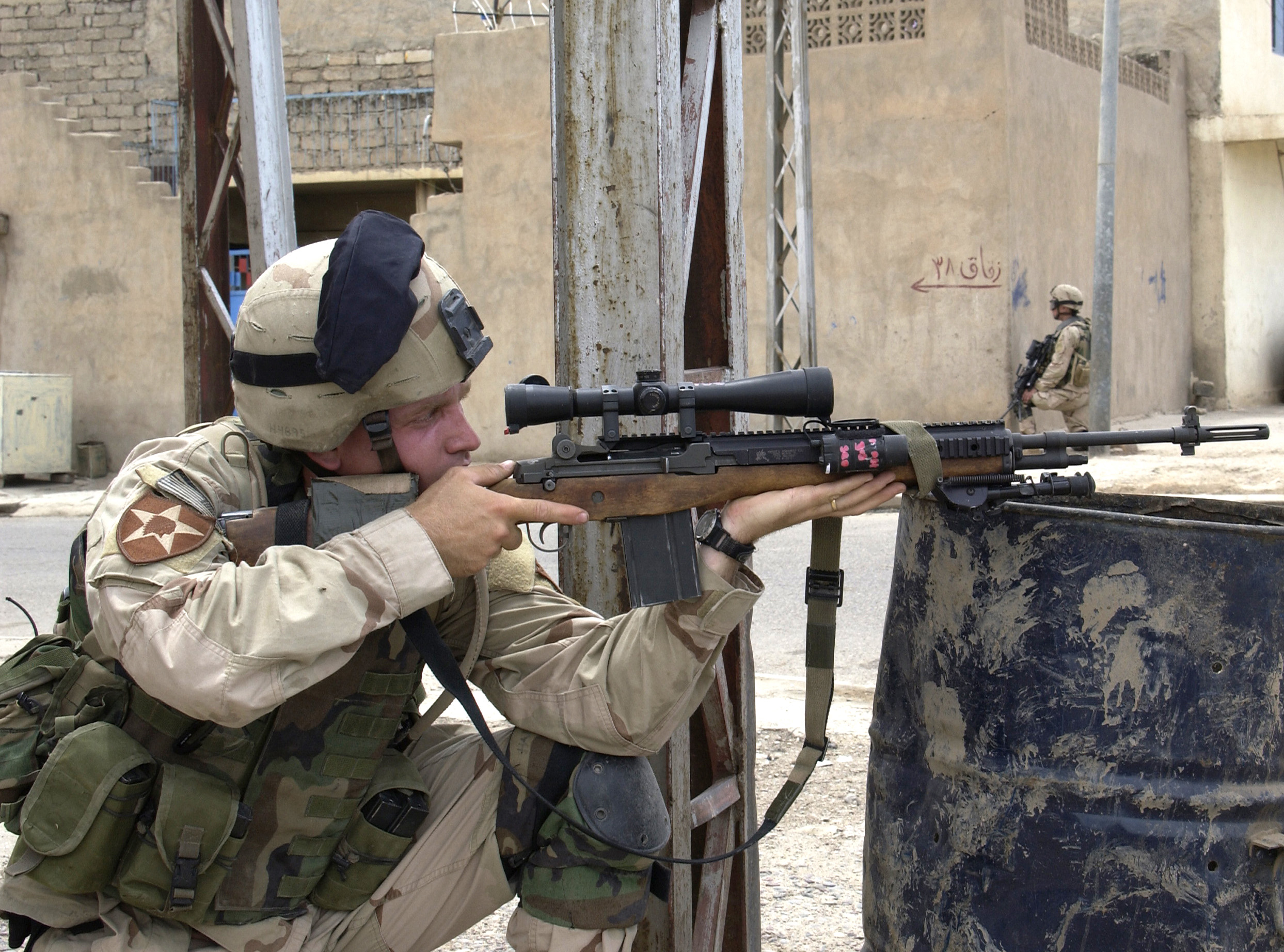
Soldato USA a NMosul in Iraq